# Bunny Man
O Bunny Man (em português: Homem-Coelho) é uma lenda urbana originada no Condado de Fairfax, Virgínia, nos Estados Unidos. A lenda surgiu a partir de dois incidentes reais ocorridos em 1970, mas desde então evoluiu para narrativas complexas sobre um homem vestindo uma fantasia de coelho que ataca pessoas com um machado ou uma machadinha. Muitas versões da lenda têm como cenário a Ponte de Colchester (Colchester Overpass), um viaduto ferroviário que cruza a Colchester Road, em Clifton, e que ficou popularmente conhecida como a "Ponte do Bunny Man" (Bunny Man Bridge).
As variações folclóricas da lenda contêm detalhes macabros, como o assassinato de crianças e a suspensão de corpos na ponte. No entanto, a pesquisa extensiva do historiador e arquivista Brian A. Conley, da Biblioteca Pública do Condado de Fairfax, demonstrou que essas histórias são false. Os únicos incidentes documentados envolveram um homem em uma fantasia de coelho ameaçando pessoas em duas ocasiões distintas em outubro de 1970, sem causar ferimentos graves.

## Origens da Lenda
A base factual para a lenda do Bunny Man foi estabelecida por Brian A. Conley após uma pesquisa aprofundada nos arquivos de jornais e processos judiciais. Seu trabalho desmistificou as versões mais fantásticas da lenda, rastreando sua origem para dois incidentes específicos.

### Incidentes Reais de 1970
Em 22 de outubro de 1970, o jornal The Washington Post publicou uma matéria intitulada "Man in Bunny Suit Sought in Fairfax" (Homem em Traje de Coelho Procurado em Fairfax). O artigo relatava que o cadete da Força Aérea dos Estados Unidos Robert Bennett e sua noiva estavam em seu carro na noite de 18 de outubro, visitando um tio em Burke. Por volta da meia-noite, um homem vestindo uma fantasia de coelho branca surgiu, quebrou a janela do carro com uma machadinha e gritou que eles estavam em uma propriedade privada. O casal rapidamente fugiu do local.
Dez dias depois, em 29 de outubro, ocorreu um segundo avistamento. Paul Phillips, um guarda de segurança, viu um homem com uma fantasia de coelho na varanda de uma casa em construção. O homem carregava um machado e começou a cortar um poste da varanda, ameaçando Phillips caso ele se aproximasse. A polícia foi chamada, mas o suspeito desapareceu na floresta. A polícia de Fairfax abriu investigações sobre ambos os incidentes, mas o "Bunny Man" nunca foi identificado, e os casos foram eventualmente encerrados.
Nos meses seguintes, mais de 50 outros "avistamentos" foram relatados, mas todos careciam de evidências, sendo atribuídos à histeria coletiva que se formou em torno da figura.

## As Versões da Lenda
A narrativa folclórica mais difundida, embora comprovadamente falsa, afirma que, em 1904, um hospício em Clifton foi fechado e, durante a transferência dos pacientes, um dos ônibus sofreu um acidente, permitindo a fuga de um interno chamado Douglas J. Grifon. Segundo esta versão, Grifon começou a matar coelhos selvagens e a pendurar suas carcaças na Ponte de Colchester. Posteriormente, ele teria assassinado um grupo de adolescentes e pendurado seus corpos na ponte de forma semelhante. A lenda termina com Grifon sendo atingido por um trem e seu espírito passando a assombrar o local.
A pesquisa de Brian A. Conley não encontrou qualquer registro sobre um hospício em Clifton, um acidente de transporte ou um fugitivo com esse nome, confirmando que esta história é puramente ficcional e um elemento do folclore que se desenvolveu décadas após os eventos de 1970.

## A "Ponte do Bunny Man"
A Ponte de Colchester, um viaduto de concreto construído por volta de 1906, tornou-se o epicentro geográfico da lenda. Sua localização isolada contribui para a atmosfera da história e atrai visitantes, especialmente durante o Halloween, em um fenômeno conhecido como "viagem lendária" (legend-tripping).
Esse turismo tem gerado problemas para os residentes locais. A polícia do Condado de Fairfax frequentemente aumenta as patrulhas na área durante o Halloween para impedir o acesso não autorizado à ponte e às propriedades adjacentes, aplicando multas por invasão de propriedade.

## Análise Folclórica
O Bunny Man se enquadra em vários arquétipos clássicos do folclore.
- O Maníaco com uma Arma: A figura de um assassino empunhando uma arma branca é um tropo comum no horror, semelhante a lendas como O Gancho.
- Local Assombrado: A lenda está intrinsecamente ligada a um local físico, a ponte, tornando-se um conto de advertência sobre os perigos de lugares isolados.
- O Paciente Fugitivo: A narrativa do hospício explora o medo do "outro" e da insanidade, um elemento poderoso e recorrente em histórias de terror.

A fantasia de coelho adiciona uma camada de surrealismo, justapondo a inocência culturalmente associada ao animal com a violência dos atos do personagem.

## Na Cultura Popular
A lenda do Bunny Man foi adaptada e referenciada em várias formas de mídia.
- O filme de terror de 2011, Bunnyman, e suas sequências, são diretamente baseados na lenda, embora com muitas liberdades criativas.
- A lenda foi tema de episódios de programas de TV sobre o paranormal e lendas urbanas, como Scariest Places on Earth.
- A história também foi explorada em webséries populares e é frequentemente discutida em fóruns online e sites dedicados a creepypastas.
- Em 2025 terá um filme cujo nome é Bunny-Man, com participações do James Franco e do Mike Tyson[6][7]